# Andrzej Urbanowicz
Andrzej Urbanowicz (ur. 1938 w Wilnie, zm. 22 sierpnia 2011 w Szklarskiej Porębie) – polski artysta wizualny.

## Życiorys
Był absolwentem Akademii Sztuk Pięknych w Krakowie, jednak głównie związany był z Katowicami, gdzie mieszkał i pracował. Jego pierwszą żoną była Urszula Broll. Był jednym z założycieli Tajnej Kroniki Grupy Pięciu Osób, zwanej później Ligą Spostrzeżeń Duchowych lub Kręgiem Oneiron. W latach 1979–1992 dzięki stypendium Fundacji Kościuszkowskiej przebywał w Stanach Zjednoczonych. Jego prace są zgromadzone w muzeach na całym świecie, także w Muzeum Śląskim w Katowicach i Muzeum Historii Katowic.
Uważany był za ikonę polskiego undergroundu artystycznego.
W połowie lat 70. był pionierem polskiego zenu jako współzałożyciel i lider pierwszej buddyjskiej wspólnoty w Polsce Związku Buddystów Zen „Sangha”.
W Katowickiej Galerii Artystycznej w 2014 r. nastąpiło uhonorowanie artysty poprzez odsłonięcie jego popiersia.